# Fuerzas productivas
Fuerzas productivas o fuerzas de producción (en alemán: Produktivkräfte) es un concepto central en el marxismo y en el materialismo histórico.
Subvirtiendo la concepción tradicional de la historia, que situaba en primer plano las hazañas de los personajes ilustres, el marxismo hace hincapié en la vida material de las sociedades. Para Marx, el primer hecho histórico es la producción por los grupos humanos de su propia existencia social. Para producir los bienes necesarios para su subsistencia, los hombres emplean cierto número de medios materiales. Esos medios de producción son primero, elementos que se dan en la naturaleza: tierra, bosque, mar, etc. Otros permiten transformar mediante el trabajo materiales brutos en artículos de consumo.
A esos elementos asigna el marxismo el nombre de fuerzas productivas. Tales son las herramientas y todas las fuerzas motrices utilizadas por el hombre (aire, agua, electricidad, energía atómica, etcétera). Pero hay que incluir también entre las fuerzas productivas todos los procedimientos laborales, el agrupamiento de los obreros en fábricas o talleres y luego en complejos industriales, la división del trabajo y su racionalización, entre otros. La ciencia interviene en la formación de las fuerzas productivas.
Dentro de la concepción marxista, las fuerzas productivas están necesariamente en conexión con un tipo determinado de relaciones entre los hombres en la producción e incluso con un conjunto de la formación social. Para Engels, el escasísimo desarrollo de las fuerzas productivas en las sociedades primitivas tenía por consecuencia la falta absoluta de propiedad privada de medios de producción y la inexistencia de clases antagónicas. Ese tipo de sociedad habría conocido un modo de producción que Engels denomina comunismo primitivo. No obstante, las fuerzas productivas no sufren una evolución independiente. Ésta puede verse obstaculizada o favorecida por el sistema de las relaciones de producción y por las superestructuras políticas e ideológicas. Las fuerzas productivas son las que organizan, ya que son las bases del trabajo con las que cuenta una sociedad o una nación.
Karl Marx en su obra El Capital denomina a la fuerza productiva del trabajo o "productividad del trabajo" como la potencia que permite movilizar  determinada cantidad de medios de producción para obtener cierta cantidad de producto. En otras palabras, la fuerza productiva del trabajo puede medirse mediante la proporción entre el producto que se obtiene y el tiempo de trabajo empleado.
Si la fuerza productiva del trabajo aumenta, quiere decir que el mismo tiempo de trabajo puede movilizar una cantidad mayor de medios de producción con lo que se produce más.
Si la fuerza productiva del trabajo disminuye, quiere decir que a misma fuerza de trabajo puede movilizar una cantidad menor de medios de producción con lo que se produce menos.
La fuerza productiva del trabajo incluye: el nivel medio de destreza del trabajador, el nivel de desarrollo de la ciencia y sus respectivas aplicaciones tecnológicas, la coordinación del proceso de producción, la escala y eficacia de los medios de producción (materias primas, instrumentos de trabajo, etc.), las condiciones naturales, etc.